# Sudatorium

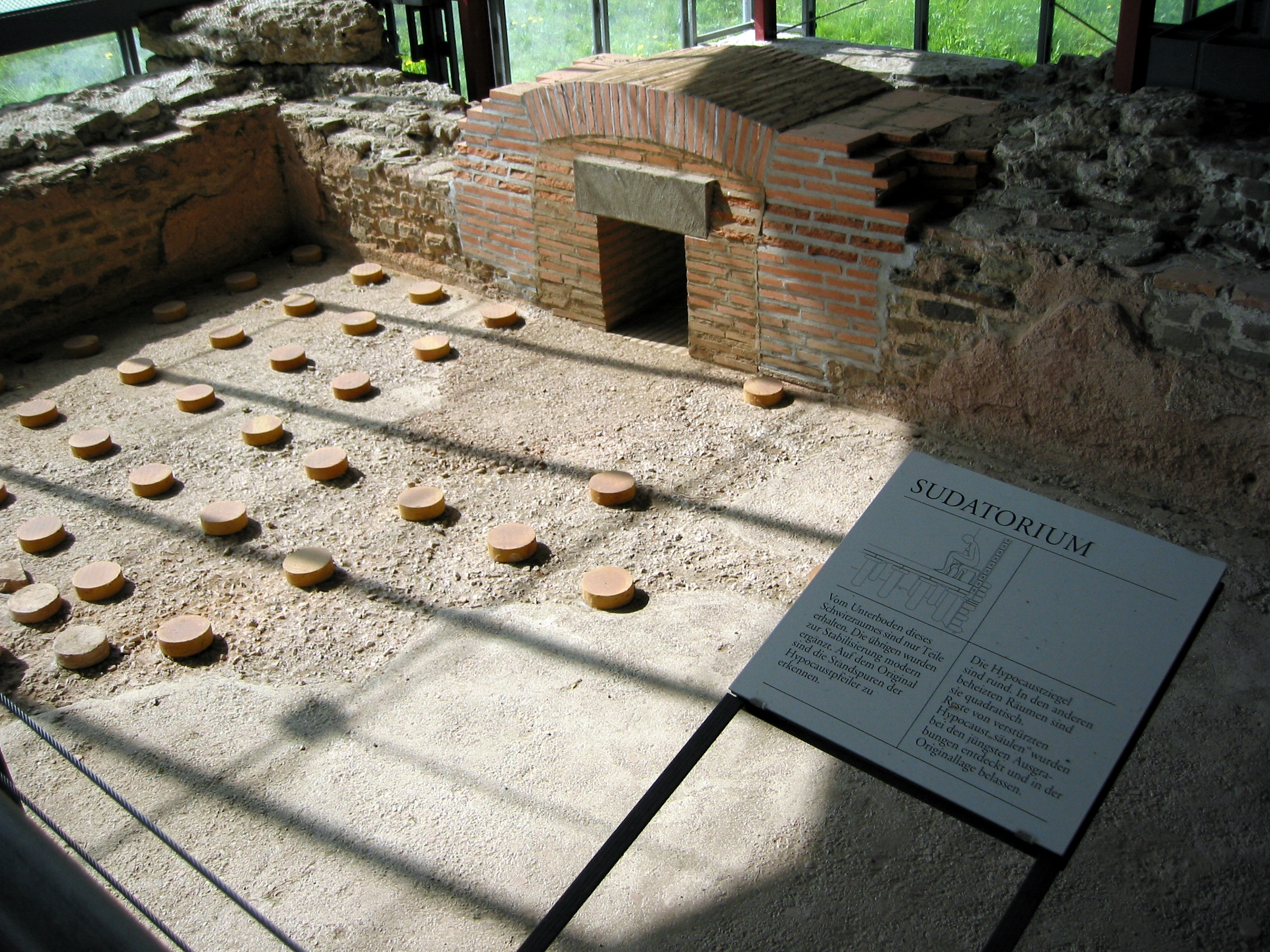
Sudatorium in Xanten

Ein Sudatorium (von lateinisch sudare ‚schwitzen‘) bzw. concamerata sudatio (nach Vitruv)  bezeichnete ein Dampfschwitzbad in antiken Thermen.
Es ist vergleichbar mit heutigen Saunen. Auch heute noch wird der Begriff für Dampfbäder in römisch-irischen Bädern verwendet.
Eine Hypocaustanlage im Fußboden beheizte die Luft. Die Steine wurden von einem Perfusor (Dampfaufgießer) befeuchtet, der zumeist ein Sklave war. Der Dampf verließ den Raum durch eine Öffnung im Dach. Da der Fußboden sehr heiß wurde, mussten, wie Funde belegen, Holzpantinen getragen werden.
Eine spezielle Form des Dampfbades war das Laconicum (auch Lakonium, von lateinisch Lacedaemonius Spartaner). Es wurde so genannt, da es angeblich die einzige bei den Spartanern akzeptierte Form eines warmen Bades war. Es handelte sich um einen halbrunden Alkoven oder runden Raum. Meist gab es zusätzlich zur Fußbodenheizung auch noch ein Kohlebecken im Raum. In der Mitte befand sich ein flaches Becken mit Wasser (labrum), aus dem der Badende sich besprengte.